# Natura 2000-område nr. 140 Vasby Mose og Sengeløse Mose
Natura 2000-område nr. 140 Vasby Mose og Sengeløse Mose er et Natura 2000-område der består af habitatområde H124 og har et areal på 109 hektar.

## Områdebeskrivelse
Natura 2000-området består af de to store moser Sengeløse Mose og Vasby Mose, som begge, men i særligt grad Vasby Mose, rummer områder af stor botanisk interesse.
Moserne har tidligere været udnyttet til græsning og høslet samt under og efter krigen til
tørvegravning.
Naturtyperne rigkær og tidvis våd eng, er i dag begrænset til mindre isolerede forekomster i både begge moser. Det mest værdifulde rigkær i Natura 2000-området findes centralt i Vasby Mose. Her vokser de to karakteristiske rigkærarter melet kodriver og rustskæne sammen, som det eneste sted i Landet.
Området huser også bestande af skæv vindelsnegl, sump-vindelsnegl og stor vandsalamander. Disse er alle tre arter på områdets udpegningsgrundlag.
Natura 2000-området ligger i Høje-Tåstrup Kommune i Vandområdedistrikt II Sjælland i vandplanopland 2.2 Isefjord og Roskilde Fjord

## Fredninger
Begge moser er omfattet af ældre fredninger. De senere år er fredningerne blevet moderniserede med henblik på at sikre naturpleje i
områderne. Vasby Mose er således fredet igen i 2003, mens ca. 77 hektar i Sengeløse Mose blev fredet i 2007.

## Eksterne kilder og henvisninger
1. ↑  "Vandplan 2.2 Isefjord og Roskilde Fjord" (PDF). Arkiveret fra originalen (PDF) 12. august 2018. Hentet 22. september 2019.
2. ↑  Om fredningen på fredninger.dk
3. ↑  Fredningskendelse 2003
4. ↑  Om fredningen på fredninger.dk
5. ↑  Taksationskommissionens kendelse 2008

- Kort over området på miljoegis.mim.dk
- Naturplanen Arkiveret 22. september 2019 hos  Wayback Machine